# Callostylis
Callostylis – rodzaj roślin z rodziny storczykowatych (Orchidaceae). Obejmuje 3 gatunki występujące w Azji Południowo-Wschodniejw takich krajach i regionach: Asam, Borneo, Chiny, wschodnie Himalaje, Jawa, Laos, Malezja Zachodnia, Nepal, Celebes, Tajlandia, Wietnam.

## Systematyka
Rodzaj sklasyfikowany do podplemienia Eriinae w plemieniu Podochileae, podrodzina epidendronowe (Epidendroideae), rodzina storczykowate (Orchidaceae), rząd szparagowce (Asparagales) w obrębie roślin jednoliściennych.
Wykaz gatunków
- Callostylis carnosissima (Ames & C.Schweinf.) J.J.Wood
- Callostylis pulchella (Lindl.) S.C.Chen & Z.H.Tsi
- Callostylis rigida Blume